# Теминков трагопан
Теминков трагопан (лат. Tragopan temminckii) је врста птице из рода трагопана (Tragopan), који припада породици фазана (Phasianidae). Изгледом подсећа на црвеног трагопана (Tragopan satyra).

## Опис
Теминков трагопан је птица средње величине, која достиже дужину од 64 cm.
Мужјак има живописно перје, глава му је црне боје, „обрве” су наранџасте боје, кожа испод очију и кљуна му је гола и плаве је боје (у време сезоне парења кожнату кесу на грлу и рогове надувава да би привукао женке), груди су риђе боје, а остатак тела му је кестењасте боје са белим тачкама, које су на крилима и леђима оивичене црном бојом. Кљун му је црне боје, а ноге светло ружичасте боје. Женка има једнолично перје смеђе боје са белим „тачкама”.
Теминков трагопан се претежно храни бобицама, травом и другом биљном храном.

## Распрострањеност
Врста насељава планине на североистоку Индије, централне Кине, северне Бурме и северног Вијетнама.
Према подацима Међународне уније за заштиту природе (IUCN) теминков трагопан није угрожен и широко је распрострањена и бројна врста.

## Име
Ова врста је названа Теминков трагопан у част холандског природњака Кунрата Јакопа Теминка (хол. Coenraad Jacob Temminck).